# Municipio de Putnam (Míchigan)
El municipio de Putnam (en inglés: Putnam Township) es un municipio ubicado en el condado de Livingston en el estado estadounidense de Míchigan. En el año 2010 tenía una población de 8248 habitantes y una densidad poblacional de 89,49 personas por km².

## Geografía
El municipio de Putnam se encuentra ubicado en las coordenadas 42°27′55″N 83°58′6″O / 42.46528, -83.96833. Según la Oficina del Censo de los Estados Unidos, el municipio tiene una superficie total de 92.17 km², de la cual 88,28 km² corresponden a tierra firme y (4,22 %) 3,89 km² es agua.

## Demografía
Según el censo de 2010, había 8248 personas residiendo en el municipio de Putnam. La densidad de población era de 89,49 hab./km². De los 8248 habitantes, el municipio de Putnam estaba compuesto por el 97,74 % blancos, el 0,29 % eran afroamericanos, el 0,15 % eran amerindios, el 0,4 % eran asiáticos, el 0,22 % eran de otras razas y el 1,2 % eran de una mezcla de razas. Del total de la población el 1,42 % eran hispanos o latinos de cualquier raza.